# پونارلیتسا
پونارلیتسا (به لهستانی:  Ponarlica) یک روستا در لهستان است که در گمینا نوو دوور واقع شده‌است.